# Frederic Abel Senior
Frederic Abel Senior (* 22. Dezember 1822 in Landau, Königreich Bayern; † 18. März 1904 in Detroit, Michigan, Vereinigte Staaten) war ein deutschamerikanischer Sänger (Tenor), Pianist, Dirigent und Musikpädagoge deutscher Herkunft. Er lebte über 30 Jahre in Detroit, war einer der bekanntesten Musiker Detroits seinerzeit und wurde mit den dortigen führenden musikalischen Gesellschaften identifiziert.

## Leben
Frederic Abel wurde in Landau geboren und erlernte dort Klavier und Gesang. Hier begann er als Künstler aufzutreten und zu unterrichten. Auf Grund seiner politischen Gesinnung verließ er 1849 Deutschland und ging zunächst nach Paris. Später ging er in die Vereinigten Staaten. Zunächst hielt er sich in New York auf. Darauf ging er nach Cleveland, gab Klavier- und Gesangsunterricht und gründete einen Gesangsverein, den er einige Zeit leitete. Danach ging er nach Milwaukee und gründete den Musikverein. Er fungierte als Organist an der First Presbyterian Church und leitete mehrere Chöre. 1870 ging er nach Chicago. Auch hier gründete er eine singing society und wurde zum Organisten der Dr. Colliers Unitarian Church ernannt.  Nach dem Großen Brand von Chicago 1871 ging er nach Detroit. Hier wurde er im Januar 1872 Direktor der Detroit Musical Society. Von 1873 bis 1887 war er musikalischer Leiter des The Harmonie Male Chorus. 1876 wurde er Leiter der Harmonie Society. Er war Chorleiter an der Christ Church. 1895 zog er sich aus dem aktiven Musikleben zurück. 
Seine Frau Nancy O’Cleary heiratete er in Monroeville, Ohio. Gemeinsam hatten sie drei Kinder, darunter den Musiker Frederic Lawrence Abel.

## Werke (Auswahl)
- Lola Polka. Die Polka wurde 1852 von G. W. Brainard in Louisville publiziert.[Digitalisat 1]
- O where art thou dreaming, Text: Thomas Moore Esq. Der Song wurde 1852 von W. C. Peters & Sons in Cincinnati veröffentlicht. Er war Mary Segur gewidmet.[Digitalisat 2]
- Oh! Skylark for thy wings, Text: Mrs. Hemans. Der Song wurde 1853 von G. W. Brainard in Louisville publiziert.[Digitalisat 3]
- Le Souvenir, Grand Polka brillante. Die Polka wurde 1853 von G. W. Brainard in Louisville publiziert und E. Blair gewidmet.[Digitalisat 4]
- Polka Caprice, Morceau de Salon [Salonstück] Die Polka wurde von G. W. Brainard in Louisville publiziert.[Digitalisat 5]
- The Switzer’s Farewell with brilliant variations[Digitalisat 6]

Als Arrangeur erstellte Bearbeitungen für Orchester, Chor und Klavier.

## Digitalisate
1. ↑  Lola Polka als Digitalisat in der Library of Congress
2. ↑  O where art thou dreaming als Digitalisat  als Digitalisat in der Library of Congress
3. ↑  Oh! Skylark for thy wings als Digitalisat im  als Digitalisat in der Library of Congres
4. ↑  Le Souvenir, Grand Polka brillante  als Digitalisat in der Library of Congress
5. ↑  Polka Caprice, Morceau de Salon  als Digitalisat in der Library of Congress
6. ↑  The Switzer’s Farewell with brilliant variations  als Digitalisat in der Library of Congress